# 横琴二桥
横琴二桥是广东省珠海市的一座大桥，位于香洲区，是 金海高速的一部分，跨越洪湾水道，为钢桁拱桥，主桥全长600米，桥宽33.5米，主桥布置为100米+400米+100米，于2012年2月16日开工，2015年12月30日通车。